# 四宮駅
四宮駅（しのみやえき）は、京都府京都市山科区四ノ宮堂ノ後町にある、京阪電気鉄道京津線の停留場。駅番号はOT32。

## 歴史
徳林庵の北側に仁明天皇の第4皇子・人康親王の山荘があったことが「四ノ宮」の地名の由来と言われている。

### 年表
- 1912年（大正元年）8月15日：京津電気軌道三条大橋 - 札ノ辻間の路線開通時とともに開業[4]。
- 1925年（大正14年）2月1日：会社合併により京阪電気鉄道京津線の駅となる[5]。
- 1943年（昭和18年）10月1日：会社合併により京阪神急行電鉄の駅となる。
- 1949年（昭和24年）
  - 8月7日：隣接する四ノ宮車庫で火災、車庫全焼・車両22両焼失[6]。
  - 12月1日：会社分離により、再び京阪電気鉄道の駅となる。
- 1950年（昭和25年）
  - 9月10日：上り副本線（待避線）新設、急行待避が山科駅から当駅に変更[7]。
  - 11月16日：新しい四ノ宮車庫竣工[7]。
- 1997年（平成9年）6月28日：新駅舎の使用を開始[5]。
- 2002年（平成14年）1月15日：自動改札機設置、使用開始[6]。
- 2007年（平成19年）4月1日：ICカード「PiTaPa」の利用が可能となる。

## 停留場構造
島式・単式の複合型2面3線のホームを持つ地上駅。改札口は単式の京都方面行きホームのびわ湖浜大津寄りにあり、反対側にある島式のびわ湖浜大津方面行きホームへは構内踏切で連絡している。
停留場の北側に京津線の車両基地である四宮車庫が設置されている。また、びわ湖浜大津方にY形折り返し線があり、地下鉄開通以前のダイヤでは、普通列車が頻繁に折り返しに用いていた。

### のりば
| のりば | 路線    | 方向 | 行先                     | 備考                                  |
| ------ | ------- | ---- | ------------------------ | ------------------------------------- |
| 1・2   | ▲京津線 | 上り | びわ湖浜大津方面         | 車庫側のホーム（1番線）は当駅始発専用 |
| 3      | ▲京津線 | 下り | 三条京阪・太秦天神川方面 | 御陵駅より地下鉄東西線へ直通          |

付記事項
- ホーム有効長は4両。
- ホームが3線以上あるにもかかわらず、案内上ののりば番号表記がない（自動放送でものりば番号はアナウンスされない）。ただし、管理上での番線番号は一応存在しており、車庫側のホームから番線番号がカウントされ、上り用の島式ホームが1・2番線、下り用の単式ホームが3番線とされる。
- びわ湖浜大津方面行きについては、通常は駅舎側のホーム（2番線にあたる）のみを使用。反対側（車庫側）のホーム（1番線にあたる）は入出庫列車および当駅始発列車が使用する（かつて急行があった時代は当駅で緩急接続を行っていた）。地下鉄東西線開業前日の1997年10月11日までは、京阪京津線は準急（京津三条 – 浜大津間）と普通（京津三条 – 当停留場間）の2本立てで運行されていた。そのため、三条駅までの先着列車が1時間8本存在していたが、地下鉄開業に伴う翌12日の改正で普通のみの1時間4本となり、当停留場と京阪山科駅においては減便となり、2018年3月17日の改正でさらに減便されて1時間3本となった。現在も当駅を始終点とする（車庫に出入りや夜間滞泊を伴う）列車が、少ないながらも設定されている。

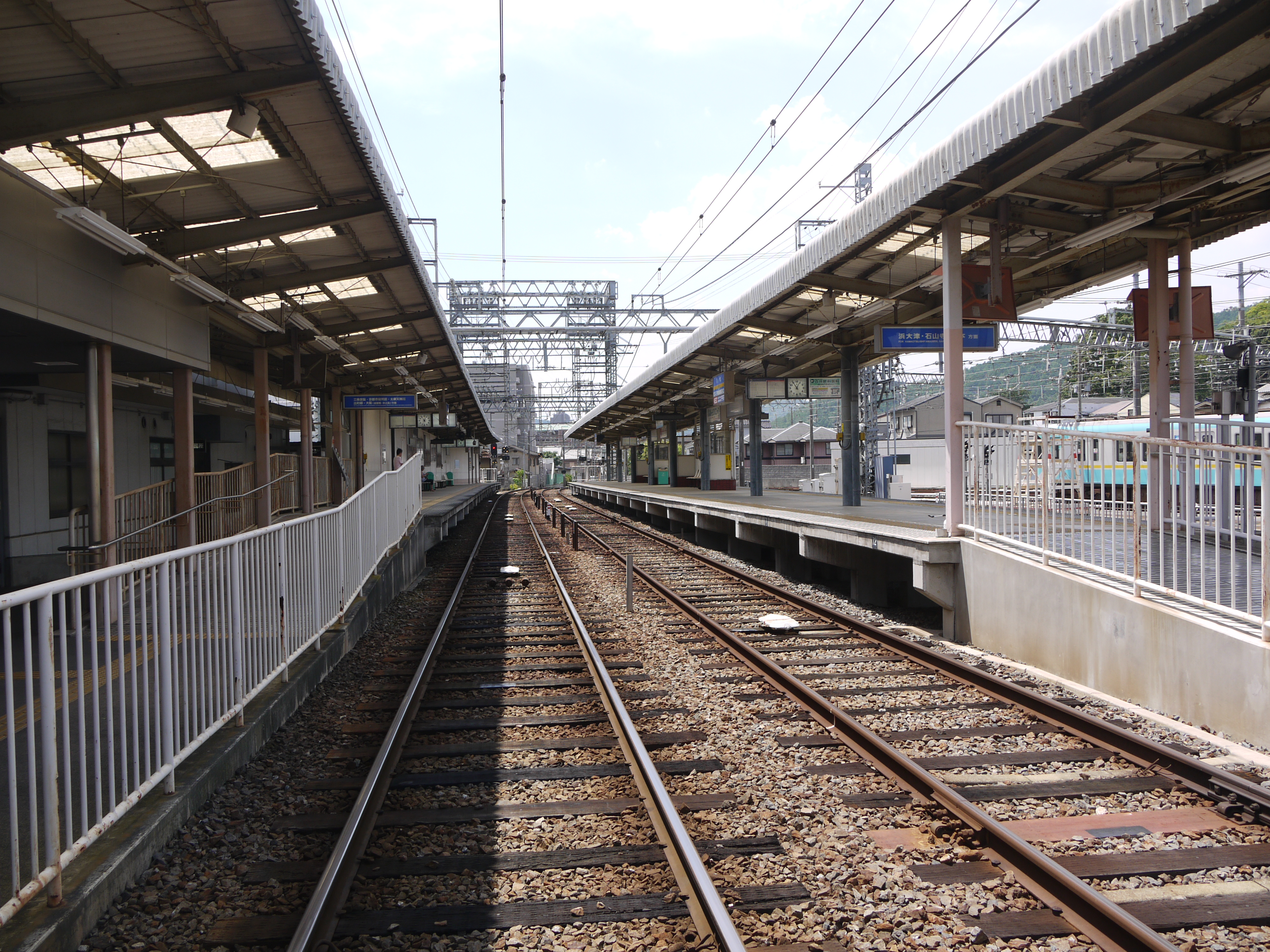
ホーム（構内踏切から）
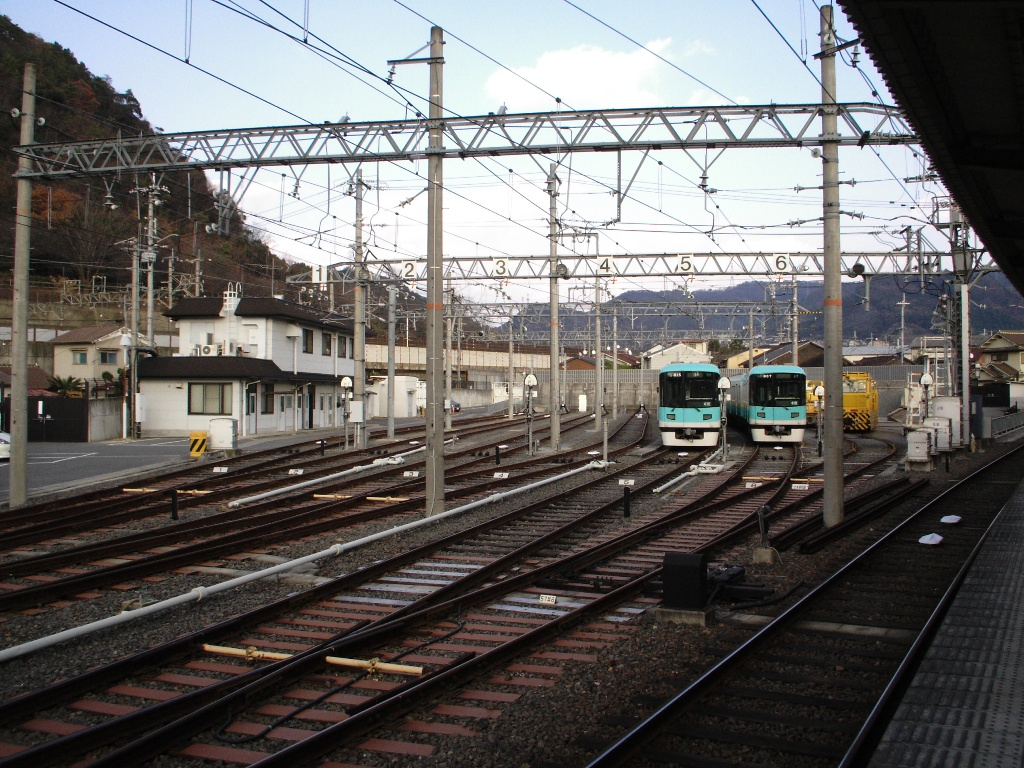
四宮車庫

## 利用状況
1日：2,575人（2009年11月10日調べ）『京阪百年のあゆみ』資料編より
滋賀県大津市との県境付近に駅があることから、両府県からの利用者がいる。

## 停留場周辺
- 山科四宮郵便局
- フレスコ四ノ宮店 - 四ノ宮を名乗るが東海道を隔てて大津市側に所在する。
- 諸羽神社
- 名神高速道路 京都東IC
- 一燈園
- 洛和会音羽病院
- 琵琶・琴元祖四宮大明神
- びわ湖疏水船山科乗下船場[9]
- 国道1号
- 三条通（旧東海道）

## 隣の停留場
京阪電気鉄道
▲京津線
京阪山科駅 (OT31) – 四宮駅 (OT32) – 追分駅 (OT33)